# Pandemia de COVID-19 en El Salvador
El primer caso de la pandemia de COVID-19 en El Salvador se reportó el miércoles 18 de marzo de 2020. Según el presidente de El Salvador Nayib Bukele, que había decretado Estado de emergencia el 11 de marzo, el infectado era un hombre procedente de Italia que ingresó por un punto ciego del país. Se trataba de un hombre de entre 20 a 40 años de edad. El caso fue identificado en la ciudad de Metapán, del departamento de Santa Ana. Se activó un cordón sanitario alrededor del municipio durante 48 horas para tratar de identificar posibles nexos epidemiológicos.
Hasta la fecha del 17 de octubre de 2022 el gobierno reportaba 11,289,175 pruebas realizadas, 201,785 casos positivos, 179,410 casos recuperados y 4,230 muertes.

## Medidas preventivas
El 11 de marzo el presidente de la República Nayib Bukele declaró Estado de emergencia a pesar de no tener casos confirmados de COVID-19.  A partir del 13 de marzo, todos los salvadoreños que ingresan al país son enviados a centros de contención para observación. Poco después se cierran totalmente las fronteras. El 20 de marzo Bukele declara cuarentena "domiciliar" y "absoluta" por 30 días en El Salvador, autorizando a la PNC a realizar detenciones a quienes incumplan las medidas
Se declara que los servicios públicos (agua potable, energía eléctrica, entre otros) no serán removidos de la ciudadanía durante tres meses y que el pago de estos se simplificará en un plazo de 2 años.

## Estadísticas

### Casos locales confirmados por departamento
| Departamento                                                                                   | Casos   | Muertes |
| ---------------------------------------------------------------------------------------------- | ------- | ------- |
| San Salvador                                                                                   | 56 826  | -       |
| San Miguel                                                                                     | 16 864  | -       |
| La Libertad                                                                                    | 21 282  | -       |
| Santa Ana                                                                                      | 18 407  | -       |
| Usulután                                                                                       | 6 486   | -       |
| Sonsonate                                                                                      | 6 667   | -       |
| La Unión                                                                                       | 4 340   | -       |
| Ahuachapán                                                                                     | 5 356   | -       |
| La Paz                                                                                         | 5 396   | -       |
| Morazán                                                                                        | 3 595   | -       |
| Chalatenango                                                                                   | 6 980   | -       |
| Cuscatlán                                                                                      | 4 231   | -       |
| San Vicente                                                                                    | 2 953   | -       |
| Cabañas                                                                                        | 2 589   | -       |
| Totales                                                                                        | 201 785 | 4 230   |
| Notas: No ha sido reportado el departamento donde murieron 91 contagiados locales de COVID-19. |         |         |

### Casos importados por país de origen
| Procedencia          | Casos | Casos  | Fallecidos | Fallecidos |
| Procedencia          | Cant. | %      | Cant.      | %          |
| -------------------- | ----- | ------ | ---------- | ---------- |
| Guatemala            | 26    | 22,2   | 2          | 7,7        |
| Estados Unidos       | 20    | 17,1   | 2          | 10,0       |
| Colombia             | 12    | 10,3   | 0          | 0,0        |
| Italia               | 10    | 8,5    | 0          | 0,0        |
| México               | 9     | 7,7    | 0          | 0,0        |
| España               | 9     | 7,7    | 0          | 0,0        |
| Panamá               | 9     | 7,7    | 0          | 0,0        |
| Brasil               | 4     | 3,4    | 0          | 0,0        |
| Honduras             | 4     | 3,4    | 0          | 0,0        |
| República Dominicana | 3     | 2,6    | 0          | 0,0        |
| Ecuador              | 3     | 2,6    | 0          | 0,0        |
| Francia              | 2     | 1,7    | 0          | 0,0        |
| Perú                 | 2     | 1,7    | 0          | 0,0        |
| Alemania             | 1     | 0,9    | 1          | 100,0      |
| Argentina            | 1     | 0,9    | 0          | 0,0        |
| Canadá               | 1     | 0,9    | 1          | 100,0      |
| Costa Rica           | 1     | 0,9    | 0          | 0,0        |
| Totales              | 117   | 100.00 | 6          | 5,1        |

### Casos confirmados por edades
| Edad (Años) | Casos  | Casos |
| Edad (Años) | Cant.  | %     |
| ----------- | ------ | ----- |
| ≥80         | 1425   | 2,2   |
| 60–79       | 8290   | 13,0  |
| 40–59       | 24695  | 38,7  |
| 20–39       | 26277  | 41,2  |
| 10–19       | 2206   | 3,5   |
| 0–9         | 873    | 1,4   |
| Totales     | 63,766 | 100,0 |

## Cronología

### Marzo
6 de marzo: La Dirección General de Protección Civil de El Salvador declaró alerta amarilla por el riesgo de la llegada del COVID-19 al país, horas después de que se confirmara el primer caso en Centroamérica, en Costa Rica.
11 de marzo: El presidente Nayib Bukele, a pesar de no tener casos confirmados de COVID-19 en el país, suspendió clases a nivel nacional para instituciones educativas tanto públicas, como privadas por 21 días, además, prohibió la entrada a El Salvador de todo extranjero que no fuera residente o diplomático, y los salvadoreños o extranjeros que entraran al país por cualquier vía, deberían cumplir una cuarentena de 30 días en albergues, y envió una solicitud a la Asamblea Legislativa de El Salvador para que esta declarara Estado de Emergencia y Estado de Excepción.
14 de marzo: La Asamblea Legislativa de El Salvador, aprobó un Estado de Excepción para limitar los derechos ciudadanos del libre tránsito, manifestación pacífica y el derecho a no ser obligado a cambiar de domicilio, para un período de 15 días prorrogables.
15 de Marzo Inicia la construcción del Hospital El Salvador donde anteriormente era el Centro Internacional de Ferias y Convenciones, para el tratamiento especializado de casos de COVID-19 durante la Pandemia. El Hospital fue duramente criticado por la oposición al Gobierno, considerando que era innecesario y que únicamente era una excusa para robar fondos.
18 de marzo: El presidente Nayib Bukele anunció el primer caso de COVID-19 en el país, un hombre procedente de Italia que se presume entró por un punto ciego al país, pues no contaba con registro de ingreso en su pasaporte, evitando la cuarentena que se implementó desde el 11 de marzo. El caso fue identificado en el Hospital Nacional Arturo Morales de Metapán, Santa Ana. Ese día en la noche se activó un cordón sanitario alrededor del municipio durante 48 horas para tratar de identificar posibles nexos epidemiológicos.
21 de marzo: Con solo 3 casos confirmados en el país, el presidente Nayib Bukele declaró una cuarentena domiciliar obligatoria por un período de 30 días. Además, anunció la entrega de un subsidio gubernamental a 1.5 millones de hogares por 300 USD.
27 de marzo: El gobierno hizo público un sitio web para consultar si era beneficiado con el subsidio gubernamental de $300, sin embargo, por el alto tráfico en el sitio web, se colapsó completamente en el fin de semana del 28 y 29 de marzo. El gobierno anunció que ya había realizado los primeros 200 mil depósitos de 1.5 millones.
29 de marzo: La Asamblea Legislativa de El Salvador, aprobó una extensión por 15 días más del Estado de Excepción, para suspender los derechos ciudadanos del libre tránsito, manifestación pacífica y el derecho a no ser obligado a cambiar de domicilio, esto con 30 casos confirmados en el país.
31 de marzo: El presidente Nayib Bukele, confirmó la primera muerte por el COVID-19 en tierras salvadoreñas, una mujer de 60 años que había retornado al país procedente de Estados Unidos.

### Abril
4 de abril: El gobierno confirmó la recuperación de los primeros dos pacientes de COVID-19 en El Salvador, un hombre de 46 años proveniente de España y otro hombre de 37 años proveniente de Italia. Las cifras de COVID-19 en el país ascendieron a 62 contagiados y 3 fallecidos.
6 de abril: El presidente Nayib Bukele anunció la extensión de la cuarentena domiciliar obligatoria por 15 días más, empezando el 13 de abril. A esta fecha, las cifras de COVID-19 en el país ascendieron a 78 contagiados, 4 fallecidos y 3 recuperados.

### Mayo
14 de Mayo la Asamblea Legislativa de El Salvador no prorroga más el decreto de emergencia nacional.

### Junio
21 de Junio la red Hospitalaria se veía saturada, pero gracias al nuevo Hospital El Salvador se empezó a tener una mejor capacidad de respuesta en todo el sistema de salud.

### Julio
31 de Julio Médicos y especialista españoles trabajan en dos grupos dentro del Hospital El Salvador El Gobierno de El Salvador informó que los 28 médicos y especialistas de la fundación Servicios de Asistencia Médica de Urgencias (SAMU) de España, llegaron al país, iniciaron su trabajo de apoyo en atención a pacientes de COVID-19, distribuidos en dos grupos en las diferentes áreas del lugar.

### Agosto
5 de Agosto se informa que la Fase II del Hospital El Salvador empezó a funcionar, debido a que necesitaban utilizarlo para pacientes COVID-19 que estaban siendo trasladados.
7 de Agosto la Corte Suprema de Justicia de El Salvador de El Salvador, declaró inconstitucional la reapertura económica por fases propuesta y puesta en marcha por el Gobierno a través del Ministerio de Salud.
23 de Agosto da inicio la reapertura económica total y descontrolada en El Salvador gracias a la sentencia de la Sala de lo Constitucional.

### Septiembre
Primera semana de Septiembre y quinto día consecutivo a la baja de casos en todo el país

## Vacunación
El Salvador es uno de los países líderes en Centroamérica en cuanto a la vacunación contra el Covid-19. Para el 21 de junio del presente año, 15,11 personas por cada 100 habitantes están totalmente vacunadas. El suministro total de vacunas de El Salvador equivale a 4 millones de dosis que cubren el 30,8% de la población salvadoreña (mayo 2021). Hasta el momento, se han entregado 417.000 dosis a través del mecanismo COVAX, una iniciativa mundial que tiene como objetivo el acceso equitativo a las vacunas Covid-19 . Además, El Salvador ha recibido 150.000 dosis de la vacuna CoronaVac donada por China junto con dos millones de dosis compradas anteriormente. El resto de las dosis de vacunas son de AstraZeneca/Oxford, también compradas nacionalmente. El presidente salvadoreño Nayib Bukele ha donado miles de  vacunas a varios municipios hondureños como respuesta a las peticiones que los alcaldes hondureños han publicado en las redes sociales.

## Presuntos casos de corrupción y manejo de fondos
El 17 de junio de 2020, el presidente de ese entonces del Fondo Ambiental de El Salvador, Jorge "Koky" Aguilar, fue señalado por diversos medios por actos de corrupción. Koky Aguilar es dueño de una empresa de reciclaje, y a pesar de que la ley de compras del Estado salvadoreño prohíbe expresamente que un funcionario haga negocios con el propio gobierno, la empresa de Jorge Aguilar obtuvo con el Ministerio de Salud un contrato de 250 mil dólares para venderle protectores faciales de plástico. Días después fue separado del cargo, sin proceso penal o civil en su contra hasta el momento.
Pocos días después, el 22 de junio, el ahora ministro de Hacienda, José Alejandro Zelaya Villalobos, fue señalado por el El Diario de Hoy por estar involucrado en la compra irregular y sobrevalorada de protectores faciales. Una empresa que realizó negocios con el Gobierno salvadoreño vendió 300,000 máscaras al precio de $2.50 cada una, haciendo una venta total de $750,000, lo interesante del caso es que el ministro es socio y fundador de la misma empresa que cobró tres cuartos de millón de dólares al Estado.
Tres días después, una empresa del rubro informático ligada a la familia del diputado Gustavo Escalante, del partido Alianza Republicana Nacionalista, vendió al gobierno un lote de mascarillas quirúrgicas por el precio de 344 mil dólares. A pesar de no poseer acciones en la empresa, aún cuenta con el título de Administrador único suplente, lo que genera un conflicto ético.
Posteriormente, el 11 de julio de 2020, el ministro de salud, Francisco Alabí, fue señalado por hechos corruptos. Él mismo firmó un contrato por $225 mil dólares para comprar botas de hule a una empresa de su familia, que se dedica a vender repuestos para vehículos.
El 17 de septiembre de 2020 renuncia el Presidente del Banco Central de Reserva de El Salvador, Nicolás Martínez. Su separación del cargo se realizó un día después de que el mismo asistiera a la Asamblea Legislativa  y en la comisión especial que investiga la emisión y destinos de bonos especificara que el Órgano Ejecutivo ha dispuesto de más de $2,643 millones en deuda para enfrentar la pandemia. La polémica se crea a raíz de declaraciones anteriores brindadas por el presidente, Nayib Bukele, que durante un mitin dijo que la Asamblea no le había dado "ni un solo centavo partido a la mitad para enfrentar la pandemia".

### Información Limitada
Durante el manejo de la pandemia, se ha informado escasez y limitación en el manejo de la información sobre el coronavirus. No se reportaron datos de muertos por departamento y sexo , ni de vacunación por departamento y sexo. Además de ya no actualizarse el tablero del coronavirus de El Salvador desde octubre de 2022.